# Единая точка отказа
Единая точка отказа (англ. single point of failure, SPOF) — узел системы, отказ которого приводит к её неработоспособности (т.н. каскадный отказ). 
Понятие используется как при проектировании программно-аппаратных систем высокой доступности и надёжности (в том числе баз данных), так и в отношении промышленных систем и бизнес-процессов вообще, (в частности в логистике). В качестве возможной точки отказа могут рассматриваться не только элементы IT-инфраструктуры, но и части бизнес-процессов или деятельности организации, а также отдельный человек (см. фактор автобуса).
Точками отказа могут быть отдельные аппаратные и программные сервера, системы хранения данных, сетевая инфраструктура, всё то, что обеспечивает непрерывную работу системы; для устранения единых точек отказа используются как избыточное оборудование и копирование данных, так и мониторинг и отдельные системы устранения сбоев.
Резервирование — это основной, но не единственный способ справляться с едиными точками отказа, кроме того, он может быть достаточно затратным.

## См.также
- Инжиниринг надёжности[англ.]
- Отказоустойчивость